# Antoine Xavier Mayneaud de Pancemont
Pour les articles homonymes, voir Famille Mayneaud.
Anne Antoine François Xavier Mayneaud (ou Maynaud) de Pancemont est un ecclésiastique français né à Digoin (actuel département de Saône-et-Loire) le 6 août 1756 et mort à Vannes (Morbihan) le 13 mars 1807, peu avant minuit.

## Biographie
Antoine-Xavier est le sixième enfant de Hugues Mayneaud de Bisefranc et de Marie Jeanne Baudoin. Il est le frère d'Étienne Maynaud de Bizefranc de Lavaux (1751-1828), président à mortier au parlement de Bourgogne, député de l’arrondissement de Charolles dans les Cent-Jours et conseiller d'État, premier président de la cour royale de Nîmes et créé comte en juillet 1822 par lettres patentes de Louis XVIII, et de Jean-Baptiste Mayneaud de Pancemont (1755-1836). 
Le nom sous lequel il est connu Xavier de Pancemont, vient du fief appartenant à son grand-père maternel, Joseph Baudoin. Pancemont se trouve à la limite des communes de Poisson et de Lugny-lès-Charolles.
Antoine Xavier Mayneaud de Pancemont est ordonné prêtre à sa sortie du séminaire de Saint-Sulpice le 24 avril 1781. Vicaire général d'Yves Alexandre de Marbeuf à Autun en 1783. Il est docteur en théologie en 1784. En 1788 il est nommé curé de Saint-Sulpice, siège de l'une des 52 paroisses urbaines du diocèse de Paris.
Il refuse la Constitution civile du clergé et émigre quelques mois en 1791. Il revient ensuite à Paris pour développer le culte catholique clandestin. Il  fuit à nouveau en Allemagne et en Suisse, entre 1795 et 1798. Il est de retour l'été 1799  mais ne parvient à rouvrir son église qu'à la fin du Directoire, en janvier 1800.
Après la signature du concordat de 1801, il est nommé évêque de Vannes le 9 avril 1802. Il est sacré par Giovanni Battista Caprara, à Notre-Dame-de-Paris. Avec Madame Molé, dont il était le directeur spirituel depuis 1786, il fonda en 1803 à Vannes dans l'ancien couvent du Père Éternel une maison pour jeunes filles abandonnées, l'œuvre des Sœurs de la charité de Saint-Louis.

« Il faut vous représenter, écrit Mathieu Louis Molé dans ses Souvenirs de jeunesse, un homme de quatre pieds huit pouces, d'une laideur ignoble et exagérée ; son esprit, je dirai même son âme, ressemblaient à sa figure en ce qu'ils choquaient par un manque de proportions qui en faisaient la principale laideur. Je n'ai vu dans aucun prêtre, au même degré, le véritable zèle de la charité chrétienne, mais ce zèle dirigé par un esprit borné fut souvent aveugle et indiscret. Il l'a porté à pénétrer dans l'intérieur des familles et lui a mérité cette réputation d'intrigue qu'il a eue si généralement. »

En 1806, un commando monarchiste l'enlève à Monterblanc. Les auteurs de cet enlèvement sont traités avec la plus grande sévérité et fusillés en 1807 sur la Garenne à Vannes.
Il a une attaque d'apoplexie le 5 mars 1807 et meurt le 13 mars. Napoléon écrit alors à Portalis « les vertus qui distinguaient ce digne prélat, les services qu'il a rendus à notre sainte religion, à notre couronne, à nos peuples… nous voulons que vous fassiez placer une statue, en marbre, dans la cathédrale de Vannes… ». Lettre reprise dans L'Ambigu, le 20 juin 1807, par Jean-Gabriel Peltier avec un commentaire peu aimable sur Napoléon et ce qu'il appelle « l'Église gallicane ».

## Succession apostolique
Antoine Xavier Mayneaud de Pancemont a ordonné les évêques suivants :
- Archevêque Irénée-Yves Dessolle (1802)
- Évêque Jean-Baptiste Colonna d'Istria (1802)
- Évêque Jean-Éléonore Montanier de Belmont (1802)
- Évêque Jean Jacoupy (1802)
- Évêque Charles Mannay (1802)